# Province d'Oxapampa
La province d'Oxapampa (en espagnol : Provincia de Oxapampa) est l'une des huit  provinces de la région de Pasco, dans le centre du Pérou. Son chef-lieu est la ville de Oxapampa.

## Géographie
Avec une superficie de 18 673,79 km2, la province est la plus vaste de la région. Elle est limitée au nord par la région de Huánuco, à l'est par la région d'Ucayali, au sud par la région de Junín et à l'ouest par la province de Pasco.

## Histoire
La province a été fondée le 27 novembre 1944.

## Population
La population de la province s'élevait à 78 108 habitants en 2005.

## Subdivisions
La province d'Oxapampa est divisée en huit districts :
- Chontabamba
- Ciudad Constitución
- Huancabamba
- Oxapampa
- Palcazú
- Pozuzo
- Puerto Bermúdez
- Villa Rica